# Габриэль де ла Куэва и Хирон
Габриэль де ла Куэва и Хирон (исп. Gabriel III de la Cueva y Girón; около 1515, Куэльяр — 1571, Милан) — испанский аристократ, политик и военный, 5-й герцог Альбуркерке (1565—1571), вице-король Наварры (1560—1564) и губернатор Миланского герцогства (1564—1571).

## Биография
Родился в замке Куэльяр (провинция Сеговия). Третий (младший) сын Бельтрана II де ла Куэва и Толедо (1478—1560), 3-го герцога Альбуркерке (1526—1560), и Изабель Хирон и Вега, дочери Хуана Тельес-Хирона (1456—1528), 2-го графа Уреньи (1469—1528), и Леонор де ла Вега и Веласко.
В 1543 году Габриэль де ла Куэва вступил в качестве рыцаря в Орден Алькантара, в позднее он стал командором в Сантистебане. В 1563 году скончался Франсиско де ла Куэва и Хирон, 4-й герцог Алькуркерке (1510—1563), старший брат Габриэля, не оставив после себя наследников мужского пола. Габриэль де ла Куэва и Хирон заявил о своих претензиях на герцогский титул и подал иск против своей несовершеннолетней племянницы Изабель. 1 декабря 1565 года Габриэль де ла Куэва и Хирон был официально признан как 5-й герцог Альбуркерке, гранд Испании, 2-й маркиз де Куэльяр, 5-й граф де Ледесма и 5-й граф де Уэльма, а также сеньор ряда городов и селений, в том числе Куэльяр, Момбельтран, Педро-Бернардо и Ла-Кодосера.
В 1560 году Габриэль де ла Куэва был назначен королем Испании Карлосом I вице-королем Наварры в звании лейтенанта и генерал-капитана этого королевства. Он занимал эту должность до 1564 года, когда он получил от нового короля Испании Филиппа II должность губернатора и главнокомандующего Миланского герцогства.
В 1571 году Габриэль де ла Куэва и Хирон скончался в Королевском дворце Милана, не оставив мужского потомства.

## Семья
Габриэль де ла Куэва и Хирон был женат на своей племяннице Хуане де ла Лама и де ла Куэве, 6-й сеньоре де ла Лама, 3-й маркизе де Ладрада (ум. 1584), единственной дочери и наследнице Гонсало Фернандеса де ла Лама, 5-го сеньора де ла Каса и Эстадо де ла Лама и Сеговии, и Изабель де ла Куэва и Портокарреро, 2-й маркизе де Ладрада. У супругов было две дочери:
- Мария де ла Куэва и де ла Лама, умерла молодой. После смерти своего отца в 1571 году Мария была герцогиней Альбуркерке в течение нескольких лет, пока в 1571 году не заявили о своих претензиях на герцогский титул её двоюродный брат, Бельтран де ла Куэва и Кастилия, Изабель де ла Куэва и Кордова (дочь 4-го герцога де Альбуркерке), Антонио де ла Куэва, маркиз де Ладрада, и Габриэль де Веласко, граф де Сируэла. В январе 1573 года имущество и земли герцогства Альбуркерке были конфискованы, а в декабре суд вынес приговор в пользу Бельтрана де ла Куэва и Кастилия, который стал 6-м герцогом де Альбуркерке.
- Анна де ла Куэва и де ла Лама (родилась в Милане), которая после смерти своей старшей сестры Марии стала наследницей своей матери и получила титул 4-й маркизы де Ладрада. В 1580 году она вышла замуж за своего сводного брата, Хуана де ла Серда-и-Арагон (1569—1607), 5-го маркиза де Когольюдо, а затем 6-го герцога де Мединасели.